# Max Stickel

Max Stickel als Gießener Teutone, 1895

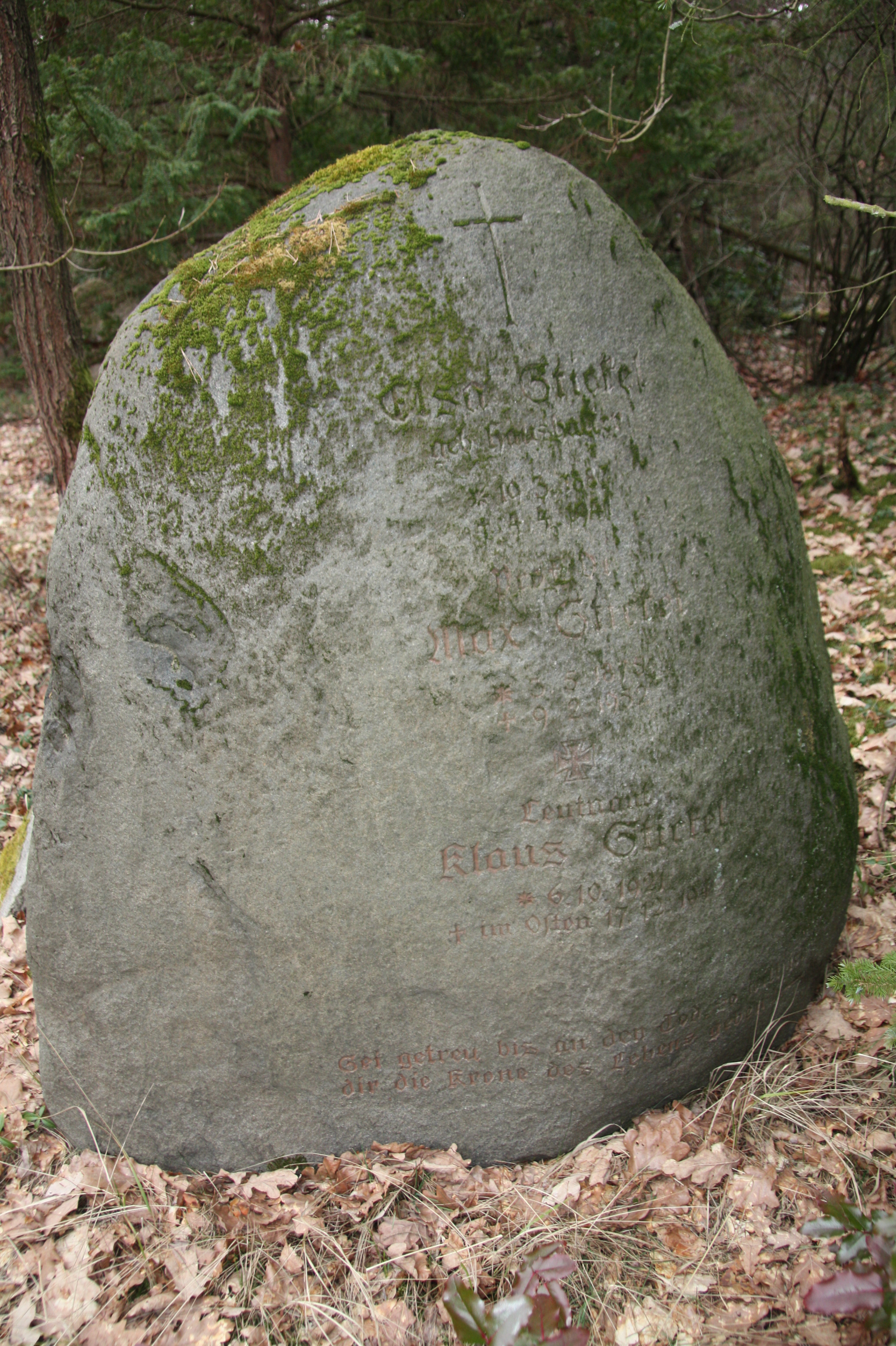
Max Stickels Grab auf dem Südwestkirchhof Stahnsdorf

Max Stickel (* 3. Mai 1875 in Kaltennordheim; † 9. Februar 1952 in Berlin) war ein deutscher Gynäkologe.

## Leben
Stickel, Sohn eines Apothekenbesitzers, besuchte das Karl-Friedrich-Gymnasium in Eisenach, studierte ab 1895 Medizin in Gießen, Freiburg i.Br., Erlangen und Jena, promovierte zum Dr. med. und wurde 1910 Oberarzt an der Universitätsfrauenklinik der Charité in Berlin. 1913 habilitierte er sich an der Universität Berlin und erhielt 1916 den Professorentitel. 1918 erfolgte seine Ernennung zum außerordentlichen Professor. Während des Ersten Weltkrieges leistete er Dienst als Chirurg in verschiedenen Lazaretten und Führer einer Sanitätskompanie im Westen und Osten.
1933 wurde Stickel Direktor und Professor der gynäkologischen Abteilung des Rudolf-Virchow-Krankenhauses in Berlin. 1950 trat er in den Ruhestand.
Max Stickel war Herausgeber der Jahresberichte über die gesamte Geburtshilfe und Gynäkologie und ihre Grenzgebiete (Berlin). Er verfasste zahlreiche kritische Beiträge und Arbeiten in Fachzeitschriften, namentlich über das Uteruskarzinom und innere Sekretion.
Sein Grab befindet sich auf dem Südwestkirchhof Stahnsdorf.